# Defesa Alekhine
|   | a | b | c | d | e | f | g | h |   |
| 8 | a8 preto torre · b8 preto cavalo · c8 preto bispo · d8 preto rainha · e8 preto rei · f8 preto bispo · h8 preto torre · a7 preto peão · b7 preto peão · c7 preto peão · d7 preto peão · e7 preto peão · f7 preto peão · g7 preto peão · h7 preto peão · f6 preto cavalo · e4 branco peão · a2 branco peão · b2 branco peão · c2 branco peão · d2 branco peão · f2 branco peão · g2 branco peão · h2 branco peão · a1 branco torre · b1 branco cavalo · c1 branco bispo · d1 branco rainha · e1 branco rei · f1 branco bispo · g1 branco cavalo · h1 branco torre | a8 preto torre · b8 preto cavalo · c8 preto bispo · d8 preto rainha · e8 preto rei · f8 preto bispo · h8 preto torre · a7 preto peão · b7 preto peão · c7 preto peão · d7 preto peão · e7 preto peão · f7 preto peão · g7 preto peão · h7 preto peão · f6 preto cavalo · e4 branco peão · a2 branco peão · b2 branco peão · c2 branco peão · d2 branco peão · f2 branco peão · g2 branco peão · h2 branco peão · a1 branco torre · b1 branco cavalo · c1 branco bispo · d1 branco rainha · e1 branco rei · f1 branco bispo · g1 branco cavalo · h1 branco torre | a8 preto torre · b8 preto cavalo · c8 preto bispo · d8 preto rainha · e8 preto rei · f8 preto bispo · h8 preto torre · a7 preto peão · b7 preto peão · c7 preto peão · d7 preto peão · e7 preto peão · f7 preto peão · g7 preto peão · h7 preto peão · f6 preto cavalo · e4 branco peão · a2 branco peão · b2 branco peão · c2 branco peão · d2 branco peão · f2 branco peão · g2 branco peão · h2 branco peão · a1 branco torre · b1 branco cavalo · c1 branco bispo · d1 branco rainha · e1 branco rei · f1 branco bispo · g1 branco cavalo · h1 branco torre | a8 preto torre · b8 preto cavalo · c8 preto bispo · d8 preto rainha · e8 preto rei · f8 preto bispo · h8 preto torre · a7 preto peão · b7 preto peão · c7 preto peão · d7 preto peão · e7 preto peão · f7 preto peão · g7 preto peão · h7 preto peão · f6 preto cavalo · e4 branco peão · a2 branco peão · b2 branco peão · c2 branco peão · d2 branco peão · f2 branco peão · g2 branco peão · h2 branco peão · a1 branco torre · b1 branco cavalo · c1 branco bispo · d1 branco rainha · e1 branco rei · f1 branco bispo · g1 branco cavalo · h1 branco torre | a8 preto torre · b8 preto cavalo · c8 preto bispo · d8 preto rainha · e8 preto rei · f8 preto bispo · h8 preto torre · a7 preto peão · b7 preto peão · c7 preto peão · d7 preto peão · e7 preto peão · f7 preto peão · g7 preto peão · h7 preto peão · f6 preto cavalo · e4 branco peão · a2 branco peão · b2 branco peão · c2 branco peão · d2 branco peão · f2 branco peão · g2 branco peão · h2 branco peão · a1 branco torre · b1 branco cavalo · c1 branco bispo · d1 branco rainha · e1 branco rei · f1 branco bispo · g1 branco cavalo · h1 branco torre | a8 preto torre · b8 preto cavalo · c8 preto bispo · d8 preto rainha · e8 preto rei · f8 preto bispo · h8 preto torre · a7 preto peão · b7 preto peão · c7 preto peão · d7 preto peão · e7 preto peão · f7 preto peão · g7 preto peão · h7 preto peão · f6 preto cavalo · e4 branco peão · a2 branco peão · b2 branco peão · c2 branco peão · d2 branco peão · f2 branco peão · g2 branco peão · h2 branco peão · a1 branco torre · b1 branco cavalo · c1 branco bispo · d1 branco rainha · e1 branco rei · f1 branco bispo · g1 branco cavalo · h1 branco torre | a8 preto torre · b8 preto cavalo · c8 preto bispo · d8 preto rainha · e8 preto rei · f8 preto bispo · h8 preto torre · a7 preto peão · b7 preto peão · c7 preto peão · d7 preto peão · e7 preto peão · f7 preto peão · g7 preto peão · h7 preto peão · f6 preto cavalo · e4 branco peão · a2 branco peão · b2 branco peão · c2 branco peão · d2 branco peão · f2 branco peão · g2 branco peão · h2 branco peão · a1 branco torre · b1 branco cavalo · c1 branco bispo · d1 branco rainha · e1 branco rei · f1 branco bispo · g1 branco cavalo · h1 branco torre | a8 preto torre · b8 preto cavalo · c8 preto bispo · d8 preto rainha · e8 preto rei · f8 preto bispo · h8 preto torre · a7 preto peão · b7 preto peão · c7 preto peão · d7 preto peão · e7 preto peão · f7 preto peão · g7 preto peão · h7 preto peão · f6 preto cavalo · e4 branco peão · a2 branco peão · b2 branco peão · c2 branco peão · d2 branco peão · f2 branco peão · g2 branco peão · h2 branco peão · a1 branco torre · b1 branco cavalo · c1 branco bispo · d1 branco rainha · e1 branco rei · f1 branco bispo · g1 branco cavalo · h1 branco torre | 8 |
| 7 | a8 preto torre · b8 preto cavalo · c8 preto bispo · d8 preto rainha · e8 preto rei · f8 preto bispo · h8 preto torre · a7 preto peão · b7 preto peão · c7 preto peão · d7 preto peão · e7 preto peão · f7 preto peão · g7 preto peão · h7 preto peão · f6 preto cavalo · e4 branco peão · a2 branco peão · b2 branco peão · c2 branco peão · d2 branco peão · f2 branco peão · g2 branco peão · h2 branco peão · a1 branco torre · b1 branco cavalo · c1 branco bispo · d1 branco rainha · e1 branco rei · f1 branco bispo · g1 branco cavalo · h1 branco torre | a8 preto torre · b8 preto cavalo · c8 preto bispo · d8 preto rainha · e8 preto rei · f8 preto bispo · h8 preto torre · a7 preto peão · b7 preto peão · c7 preto peão · d7 preto peão · e7 preto peão · f7 preto peão · g7 preto peão · h7 preto peão · f6 preto cavalo · e4 branco peão · a2 branco peão · b2 branco peão · c2 branco peão · d2 branco peão · f2 branco peão · g2 branco peão · h2 branco peão · a1 branco torre · b1 branco cavalo · c1 branco bispo · d1 branco rainha · e1 branco rei · f1 branco bispo · g1 branco cavalo · h1 branco torre | a8 preto torre · b8 preto cavalo · c8 preto bispo · d8 preto rainha · e8 preto rei · f8 preto bispo · h8 preto torre · a7 preto peão · b7 preto peão · c7 preto peão · d7 preto peão · e7 preto peão · f7 preto peão · g7 preto peão · h7 preto peão · f6 preto cavalo · e4 branco peão · a2 branco peão · b2 branco peão · c2 branco peão · d2 branco peão · f2 branco peão · g2 branco peão · h2 branco peão · a1 branco torre · b1 branco cavalo · c1 branco bispo · d1 branco rainha · e1 branco rei · f1 branco bispo · g1 branco cavalo · h1 branco torre | a8 preto torre · b8 preto cavalo · c8 preto bispo · d8 preto rainha · e8 preto rei · f8 preto bispo · h8 preto torre · a7 preto peão · b7 preto peão · c7 preto peão · d7 preto peão · e7 preto peão · f7 preto peão · g7 preto peão · h7 preto peão · f6 preto cavalo · e4 branco peão · a2 branco peão · b2 branco peão · c2 branco peão · d2 branco peão · f2 branco peão · g2 branco peão · h2 branco peão · a1 branco torre · b1 branco cavalo · c1 branco bispo · d1 branco rainha · e1 branco rei · f1 branco bispo · g1 branco cavalo · h1 branco torre | a8 preto torre · b8 preto cavalo · c8 preto bispo · d8 preto rainha · e8 preto rei · f8 preto bispo · h8 preto torre · a7 preto peão · b7 preto peão · c7 preto peão · d7 preto peão · e7 preto peão · f7 preto peão · g7 preto peão · h7 preto peão · f6 preto cavalo · e4 branco peão · a2 branco peão · b2 branco peão · c2 branco peão · d2 branco peão · f2 branco peão · g2 branco peão · h2 branco peão · a1 branco torre · b1 branco cavalo · c1 branco bispo · d1 branco rainha · e1 branco rei · f1 branco bispo · g1 branco cavalo · h1 branco torre | a8 preto torre · b8 preto cavalo · c8 preto bispo · d8 preto rainha · e8 preto rei · f8 preto bispo · h8 preto torre · a7 preto peão · b7 preto peão · c7 preto peão · d7 preto peão · e7 preto peão · f7 preto peão · g7 preto peão · h7 preto peão · f6 preto cavalo · e4 branco peão · a2 branco peão · b2 branco peão · c2 branco peão · d2 branco peão · f2 branco peão · g2 branco peão · h2 branco peão · a1 branco torre · b1 branco cavalo · c1 branco bispo · d1 branco rainha · e1 branco rei · f1 branco bispo · g1 branco cavalo · h1 branco torre | a8 preto torre · b8 preto cavalo · c8 preto bispo · d8 preto rainha · e8 preto rei · f8 preto bispo · h8 preto torre · a7 preto peão · b7 preto peão · c7 preto peão · d7 preto peão · e7 preto peão · f7 preto peão · g7 preto peão · h7 preto peão · f6 preto cavalo · e4 branco peão · a2 branco peão · b2 branco peão · c2 branco peão · d2 branco peão · f2 branco peão · g2 branco peão · h2 branco peão · a1 branco torre · b1 branco cavalo · c1 branco bispo · d1 branco rainha · e1 branco rei · f1 branco bispo · g1 branco cavalo · h1 branco torre | a8 preto torre · b8 preto cavalo · c8 preto bispo · d8 preto rainha · e8 preto rei · f8 preto bispo · h8 preto torre · a7 preto peão · b7 preto peão · c7 preto peão · d7 preto peão · e7 preto peão · f7 preto peão · g7 preto peão · h7 preto peão · f6 preto cavalo · e4 branco peão · a2 branco peão · b2 branco peão · c2 branco peão · d2 branco peão · f2 branco peão · g2 branco peão · h2 branco peão · a1 branco torre · b1 branco cavalo · c1 branco bispo · d1 branco rainha · e1 branco rei · f1 branco bispo · g1 branco cavalo · h1 branco torre | 7 |
| 6 | a8 preto torre · b8 preto cavalo · c8 preto bispo · d8 preto rainha · e8 preto rei · f8 preto bispo · h8 preto torre · a7 preto peão · b7 preto peão · c7 preto peão · d7 preto peão · e7 preto peão · f7 preto peão · g7 preto peão · h7 preto peão · f6 preto cavalo · e4 branco peão · a2 branco peão · b2 branco peão · c2 branco peão · d2 branco peão · f2 branco peão · g2 branco peão · h2 branco peão · a1 branco torre · b1 branco cavalo · c1 branco bispo · d1 branco rainha · e1 branco rei · f1 branco bispo · g1 branco cavalo · h1 branco torre | a8 preto torre · b8 preto cavalo · c8 preto bispo · d8 preto rainha · e8 preto rei · f8 preto bispo · h8 preto torre · a7 preto peão · b7 preto peão · c7 preto peão · d7 preto peão · e7 preto peão · f7 preto peão · g7 preto peão · h7 preto peão · f6 preto cavalo · e4 branco peão · a2 branco peão · b2 branco peão · c2 branco peão · d2 branco peão · f2 branco peão · g2 branco peão · h2 branco peão · a1 branco torre · b1 branco cavalo · c1 branco bispo · d1 branco rainha · e1 branco rei · f1 branco bispo · g1 branco cavalo · h1 branco torre | a8 preto torre · b8 preto cavalo · c8 preto bispo · d8 preto rainha · e8 preto rei · f8 preto bispo · h8 preto torre · a7 preto peão · b7 preto peão · c7 preto peão · d7 preto peão · e7 preto peão · f7 preto peão · g7 preto peão · h7 preto peão · f6 preto cavalo · e4 branco peão · a2 branco peão · b2 branco peão · c2 branco peão · d2 branco peão · f2 branco peão · g2 branco peão · h2 branco peão · a1 branco torre · b1 branco cavalo · c1 branco bispo · d1 branco rainha · e1 branco rei · f1 branco bispo · g1 branco cavalo · h1 branco torre | a8 preto torre · b8 preto cavalo · c8 preto bispo · d8 preto rainha · e8 preto rei · f8 preto bispo · h8 preto torre · a7 preto peão · b7 preto peão · c7 preto peão · d7 preto peão · e7 preto peão · f7 preto peão · g7 preto peão · h7 preto peão · f6 preto cavalo · e4 branco peão · a2 branco peão · b2 branco peão · c2 branco peão · d2 branco peão · f2 branco peão · g2 branco peão · h2 branco peão · a1 branco torre · b1 branco cavalo · c1 branco bispo · d1 branco rainha · e1 branco rei · f1 branco bispo · g1 branco cavalo · h1 branco torre | a8 preto torre · b8 preto cavalo · c8 preto bispo · d8 preto rainha · e8 preto rei · f8 preto bispo · h8 preto torre · a7 preto peão · b7 preto peão · c7 preto peão · d7 preto peão · e7 preto peão · f7 preto peão · g7 preto peão · h7 preto peão · f6 preto cavalo · e4 branco peão · a2 branco peão · b2 branco peão · c2 branco peão · d2 branco peão · f2 branco peão · g2 branco peão · h2 branco peão · a1 branco torre · b1 branco cavalo · c1 branco bispo · d1 branco rainha · e1 branco rei · f1 branco bispo · g1 branco cavalo · h1 branco torre | a8 preto torre · b8 preto cavalo · c8 preto bispo · d8 preto rainha · e8 preto rei · f8 preto bispo · h8 preto torre · a7 preto peão · b7 preto peão · c7 preto peão · d7 preto peão · e7 preto peão · f7 preto peão · g7 preto peão · h7 preto peão · f6 preto cavalo · e4 branco peão · a2 branco peão · b2 branco peão · c2 branco peão · d2 branco peão · f2 branco peão · g2 branco peão · h2 branco peão · a1 branco torre · b1 branco cavalo · c1 branco bispo · d1 branco rainha · e1 branco rei · f1 branco bispo · g1 branco cavalo · h1 branco torre | a8 preto torre · b8 preto cavalo · c8 preto bispo · d8 preto rainha · e8 preto rei · f8 preto bispo · h8 preto torre · a7 preto peão · b7 preto peão · c7 preto peão · d7 preto peão · e7 preto peão · f7 preto peão · g7 preto peão · h7 preto peão · f6 preto cavalo · e4 branco peão · a2 branco peão · b2 branco peão · c2 branco peão · d2 branco peão · f2 branco peão · g2 branco peão · h2 branco peão · a1 branco torre · b1 branco cavalo · c1 branco bispo · d1 branco rainha · e1 branco rei · f1 branco bispo · g1 branco cavalo · h1 branco torre | a8 preto torre · b8 preto cavalo · c8 preto bispo · d8 preto rainha · e8 preto rei · f8 preto bispo · h8 preto torre · a7 preto peão · b7 preto peão · c7 preto peão · d7 preto peão · e7 preto peão · f7 preto peão · g7 preto peão · h7 preto peão · f6 preto cavalo · e4 branco peão · a2 branco peão · b2 branco peão · c2 branco peão · d2 branco peão · f2 branco peão · g2 branco peão · h2 branco peão · a1 branco torre · b1 branco cavalo · c1 branco bispo · d1 branco rainha · e1 branco rei · f1 branco bispo · g1 branco cavalo · h1 branco torre | 6 |
| 5 | a8 preto torre · b8 preto cavalo · c8 preto bispo · d8 preto rainha · e8 preto rei · f8 preto bispo · h8 preto torre · a7 preto peão · b7 preto peão · c7 preto peão · d7 preto peão · e7 preto peão · f7 preto peão · g7 preto peão · h7 preto peão · f6 preto cavalo · e4 branco peão · a2 branco peão · b2 branco peão · c2 branco peão · d2 branco peão · f2 branco peão · g2 branco peão · h2 branco peão · a1 branco torre · b1 branco cavalo · c1 branco bispo · d1 branco rainha · e1 branco rei · f1 branco bispo · g1 branco cavalo · h1 branco torre | a8 preto torre · b8 preto cavalo · c8 preto bispo · d8 preto rainha · e8 preto rei · f8 preto bispo · h8 preto torre · a7 preto peão · b7 preto peão · c7 preto peão · d7 preto peão · e7 preto peão · f7 preto peão · g7 preto peão · h7 preto peão · f6 preto cavalo · e4 branco peão · a2 branco peão · b2 branco peão · c2 branco peão · d2 branco peão · f2 branco peão · g2 branco peão · h2 branco peão · a1 branco torre · b1 branco cavalo · c1 branco bispo · d1 branco rainha · e1 branco rei · f1 branco bispo · g1 branco cavalo · h1 branco torre | a8 preto torre · b8 preto cavalo · c8 preto bispo · d8 preto rainha · e8 preto rei · f8 preto bispo · h8 preto torre · a7 preto peão · b7 preto peão · c7 preto peão · d7 preto peão · e7 preto peão · f7 preto peão · g7 preto peão · h7 preto peão · f6 preto cavalo · e4 branco peão · a2 branco peão · b2 branco peão · c2 branco peão · d2 branco peão · f2 branco peão · g2 branco peão · h2 branco peão · a1 branco torre · b1 branco cavalo · c1 branco bispo · d1 branco rainha · e1 branco rei · f1 branco bispo · g1 branco cavalo · h1 branco torre | a8 preto torre · b8 preto cavalo · c8 preto bispo · d8 preto rainha · e8 preto rei · f8 preto bispo · h8 preto torre · a7 preto peão · b7 preto peão · c7 preto peão · d7 preto peão · e7 preto peão · f7 preto peão · g7 preto peão · h7 preto peão · f6 preto cavalo · e4 branco peão · a2 branco peão · b2 branco peão · c2 branco peão · d2 branco peão · f2 branco peão · g2 branco peão · h2 branco peão · a1 branco torre · b1 branco cavalo · c1 branco bispo · d1 branco rainha · e1 branco rei · f1 branco bispo · g1 branco cavalo · h1 branco torre | a8 preto torre · b8 preto cavalo · c8 preto bispo · d8 preto rainha · e8 preto rei · f8 preto bispo · h8 preto torre · a7 preto peão · b7 preto peão · c7 preto peão · d7 preto peão · e7 preto peão · f7 preto peão · g7 preto peão · h7 preto peão · f6 preto cavalo · e4 branco peão · a2 branco peão · b2 branco peão · c2 branco peão · d2 branco peão · f2 branco peão · g2 branco peão · h2 branco peão · a1 branco torre · b1 branco cavalo · c1 branco bispo · d1 branco rainha · e1 branco rei · f1 branco bispo · g1 branco cavalo · h1 branco torre | a8 preto torre · b8 preto cavalo · c8 preto bispo · d8 preto rainha · e8 preto rei · f8 preto bispo · h8 preto torre · a7 preto peão · b7 preto peão · c7 preto peão · d7 preto peão · e7 preto peão · f7 preto peão · g7 preto peão · h7 preto peão · f6 preto cavalo · e4 branco peão · a2 branco peão · b2 branco peão · c2 branco peão · d2 branco peão · f2 branco peão · g2 branco peão · h2 branco peão · a1 branco torre · b1 branco cavalo · c1 branco bispo · d1 branco rainha · e1 branco rei · f1 branco bispo · g1 branco cavalo · h1 branco torre | a8 preto torre · b8 preto cavalo · c8 preto bispo · d8 preto rainha · e8 preto rei · f8 preto bispo · h8 preto torre · a7 preto peão · b7 preto peão · c7 preto peão · d7 preto peão · e7 preto peão · f7 preto peão · g7 preto peão · h7 preto peão · f6 preto cavalo · e4 branco peão · a2 branco peão · b2 branco peão · c2 branco peão · d2 branco peão · f2 branco peão · g2 branco peão · h2 branco peão · a1 branco torre · b1 branco cavalo · c1 branco bispo · d1 branco rainha · e1 branco rei · f1 branco bispo · g1 branco cavalo · h1 branco torre | a8 preto torre · b8 preto cavalo · c8 preto bispo · d8 preto rainha · e8 preto rei · f8 preto bispo · h8 preto torre · a7 preto peão · b7 preto peão · c7 preto peão · d7 preto peão · e7 preto peão · f7 preto peão · g7 preto peão · h7 preto peão · f6 preto cavalo · e4 branco peão · a2 branco peão · b2 branco peão · c2 branco peão · d2 branco peão · f2 branco peão · g2 branco peão · h2 branco peão · a1 branco torre · b1 branco cavalo · c1 branco bispo · d1 branco rainha · e1 branco rei · f1 branco bispo · g1 branco cavalo · h1 branco torre | 5 |
| 4 | a8 preto torre · b8 preto cavalo · c8 preto bispo · d8 preto rainha · e8 preto rei · f8 preto bispo · h8 preto torre · a7 preto peão · b7 preto peão · c7 preto peão · d7 preto peão · e7 preto peão · f7 preto peão · g7 preto peão · h7 preto peão · f6 preto cavalo · e4 branco peão · a2 branco peão · b2 branco peão · c2 branco peão · d2 branco peão · f2 branco peão · g2 branco peão · h2 branco peão · a1 branco torre · b1 branco cavalo · c1 branco bispo · d1 branco rainha · e1 branco rei · f1 branco bispo · g1 branco cavalo · h1 branco torre | a8 preto torre · b8 preto cavalo · c8 preto bispo · d8 preto rainha · e8 preto rei · f8 preto bispo · h8 preto torre · a7 preto peão · b7 preto peão · c7 preto peão · d7 preto peão · e7 preto peão · f7 preto peão · g7 preto peão · h7 preto peão · f6 preto cavalo · e4 branco peão · a2 branco peão · b2 branco peão · c2 branco peão · d2 branco peão · f2 branco peão · g2 branco peão · h2 branco peão · a1 branco torre · b1 branco cavalo · c1 branco bispo · d1 branco rainha · e1 branco rei · f1 branco bispo · g1 branco cavalo · h1 branco torre | a8 preto torre · b8 preto cavalo · c8 preto bispo · d8 preto rainha · e8 preto rei · f8 preto bispo · h8 preto torre · a7 preto peão · b7 preto peão · c7 preto peão · d7 preto peão · e7 preto peão · f7 preto peão · g7 preto peão · h7 preto peão · f6 preto cavalo · e4 branco peão · a2 branco peão · b2 branco peão · c2 branco peão · d2 branco peão · f2 branco peão · g2 branco peão · h2 branco peão · a1 branco torre · b1 branco cavalo · c1 branco bispo · d1 branco rainha · e1 branco rei · f1 branco bispo · g1 branco cavalo · h1 branco torre | a8 preto torre · b8 preto cavalo · c8 preto bispo · d8 preto rainha · e8 preto rei · f8 preto bispo · h8 preto torre · a7 preto peão · b7 preto peão · c7 preto peão · d7 preto peão · e7 preto peão · f7 preto peão · g7 preto peão · h7 preto peão · f6 preto cavalo · e4 branco peão · a2 branco peão · b2 branco peão · c2 branco peão · d2 branco peão · f2 branco peão · g2 branco peão · h2 branco peão · a1 branco torre · b1 branco cavalo · c1 branco bispo · d1 branco rainha · e1 branco rei · f1 branco bispo · g1 branco cavalo · h1 branco torre | a8 preto torre · b8 preto cavalo · c8 preto bispo · d8 preto rainha · e8 preto rei · f8 preto bispo · h8 preto torre · a7 preto peão · b7 preto peão · c7 preto peão · d7 preto peão · e7 preto peão · f7 preto peão · g7 preto peão · h7 preto peão · f6 preto cavalo · e4 branco peão · a2 branco peão · b2 branco peão · c2 branco peão · d2 branco peão · f2 branco peão · g2 branco peão · h2 branco peão · a1 branco torre · b1 branco cavalo · c1 branco bispo · d1 branco rainha · e1 branco rei · f1 branco bispo · g1 branco cavalo · h1 branco torre | a8 preto torre · b8 preto cavalo · c8 preto bispo · d8 preto rainha · e8 preto rei · f8 preto bispo · h8 preto torre · a7 preto peão · b7 preto peão · c7 preto peão · d7 preto peão · e7 preto peão · f7 preto peão · g7 preto peão · h7 preto peão · f6 preto cavalo · e4 branco peão · a2 branco peão · b2 branco peão · c2 branco peão · d2 branco peão · f2 branco peão · g2 branco peão · h2 branco peão · a1 branco torre · b1 branco cavalo · c1 branco bispo · d1 branco rainha · e1 branco rei · f1 branco bispo · g1 branco cavalo · h1 branco torre | a8 preto torre · b8 preto cavalo · c8 preto bispo · d8 preto rainha · e8 preto rei · f8 preto bispo · h8 preto torre · a7 preto peão · b7 preto peão · c7 preto peão · d7 preto peão · e7 preto peão · f7 preto peão · g7 preto peão · h7 preto peão · f6 preto cavalo · e4 branco peão · a2 branco peão · b2 branco peão · c2 branco peão · d2 branco peão · f2 branco peão · g2 branco peão · h2 branco peão · a1 branco torre · b1 branco cavalo · c1 branco bispo · d1 branco rainha · e1 branco rei · f1 branco bispo · g1 branco cavalo · h1 branco torre | a8 preto torre · b8 preto cavalo · c8 preto bispo · d8 preto rainha · e8 preto rei · f8 preto bispo · h8 preto torre · a7 preto peão · b7 preto peão · c7 preto peão · d7 preto peão · e7 preto peão · f7 preto peão · g7 preto peão · h7 preto peão · f6 preto cavalo · e4 branco peão · a2 branco peão · b2 branco peão · c2 branco peão · d2 branco peão · f2 branco peão · g2 branco peão · h2 branco peão · a1 branco torre · b1 branco cavalo · c1 branco bispo · d1 branco rainha · e1 branco rei · f1 branco bispo · g1 branco cavalo · h1 branco torre | 4 |
| 3 | a8 preto torre · b8 preto cavalo · c8 preto bispo · d8 preto rainha · e8 preto rei · f8 preto bispo · h8 preto torre · a7 preto peão · b7 preto peão · c7 preto peão · d7 preto peão · e7 preto peão · f7 preto peão · g7 preto peão · h7 preto peão · f6 preto cavalo · e4 branco peão · a2 branco peão · b2 branco peão · c2 branco peão · d2 branco peão · f2 branco peão · g2 branco peão · h2 branco peão · a1 branco torre · b1 branco cavalo · c1 branco bispo · d1 branco rainha · e1 branco rei · f1 branco bispo · g1 branco cavalo · h1 branco torre | a8 preto torre · b8 preto cavalo · c8 preto bispo · d8 preto rainha · e8 preto rei · f8 preto bispo · h8 preto torre · a7 preto peão · b7 preto peão · c7 preto peão · d7 preto peão · e7 preto peão · f7 preto peão · g7 preto peão · h7 preto peão · f6 preto cavalo · e4 branco peão · a2 branco peão · b2 branco peão · c2 branco peão · d2 branco peão · f2 branco peão · g2 branco peão · h2 branco peão · a1 branco torre · b1 branco cavalo · c1 branco bispo · d1 branco rainha · e1 branco rei · f1 branco bispo · g1 branco cavalo · h1 branco torre | a8 preto torre · b8 preto cavalo · c8 preto bispo · d8 preto rainha · e8 preto rei · f8 preto bispo · h8 preto torre · a7 preto peão · b7 preto peão · c7 preto peão · d7 preto peão · e7 preto peão · f7 preto peão · g7 preto peão · h7 preto peão · f6 preto cavalo · e4 branco peão · a2 branco peão · b2 branco peão · c2 branco peão · d2 branco peão · f2 branco peão · g2 branco peão · h2 branco peão · a1 branco torre · b1 branco cavalo · c1 branco bispo · d1 branco rainha · e1 branco rei · f1 branco bispo · g1 branco cavalo · h1 branco torre | a8 preto torre · b8 preto cavalo · c8 preto bispo · d8 preto rainha · e8 preto rei · f8 preto bispo · h8 preto torre · a7 preto peão · b7 preto peão · c7 preto peão · d7 preto peão · e7 preto peão · f7 preto peão · g7 preto peão · h7 preto peão · f6 preto cavalo · e4 branco peão · a2 branco peão · b2 branco peão · c2 branco peão · d2 branco peão · f2 branco peão · g2 branco peão · h2 branco peão · a1 branco torre · b1 branco cavalo · c1 branco bispo · d1 branco rainha · e1 branco rei · f1 branco bispo · g1 branco cavalo · h1 branco torre | a8 preto torre · b8 preto cavalo · c8 preto bispo · d8 preto rainha · e8 preto rei · f8 preto bispo · h8 preto torre · a7 preto peão · b7 preto peão · c7 preto peão · d7 preto peão · e7 preto peão · f7 preto peão · g7 preto peão · h7 preto peão · f6 preto cavalo · e4 branco peão · a2 branco peão · b2 branco peão · c2 branco peão · d2 branco peão · f2 branco peão · g2 branco peão · h2 branco peão · a1 branco torre · b1 branco cavalo · c1 branco bispo · d1 branco rainha · e1 branco rei · f1 branco bispo · g1 branco cavalo · h1 branco torre | a8 preto torre · b8 preto cavalo · c8 preto bispo · d8 preto rainha · e8 preto rei · f8 preto bispo · h8 preto torre · a7 preto peão · b7 preto peão · c7 preto peão · d7 preto peão · e7 preto peão · f7 preto peão · g7 preto peão · h7 preto peão · f6 preto cavalo · e4 branco peão · a2 branco peão · b2 branco peão · c2 branco peão · d2 branco peão · f2 branco peão · g2 branco peão · h2 branco peão · a1 branco torre · b1 branco cavalo · c1 branco bispo · d1 branco rainha · e1 branco rei · f1 branco bispo · g1 branco cavalo · h1 branco torre | a8 preto torre · b8 preto cavalo · c8 preto bispo · d8 preto rainha · e8 preto rei · f8 preto bispo · h8 preto torre · a7 preto peão · b7 preto peão · c7 preto peão · d7 preto peão · e7 preto peão · f7 preto peão · g7 preto peão · h7 preto peão · f6 preto cavalo · e4 branco peão · a2 branco peão · b2 branco peão · c2 branco peão · d2 branco peão · f2 branco peão · g2 branco peão · h2 branco peão · a1 branco torre · b1 branco cavalo · c1 branco bispo · d1 branco rainha · e1 branco rei · f1 branco bispo · g1 branco cavalo · h1 branco torre | a8 preto torre · b8 preto cavalo · c8 preto bispo · d8 preto rainha · e8 preto rei · f8 preto bispo · h8 preto torre · a7 preto peão · b7 preto peão · c7 preto peão · d7 preto peão · e7 preto peão · f7 preto peão · g7 preto peão · h7 preto peão · f6 preto cavalo · e4 branco peão · a2 branco peão · b2 branco peão · c2 branco peão · d2 branco peão · f2 branco peão · g2 branco peão · h2 branco peão · a1 branco torre · b1 branco cavalo · c1 branco bispo · d1 branco rainha · e1 branco rei · f1 branco bispo · g1 branco cavalo · h1 branco torre | 3 |
| 2 | a8 preto torre · b8 preto cavalo · c8 preto bispo · d8 preto rainha · e8 preto rei · f8 preto bispo · h8 preto torre · a7 preto peão · b7 preto peão · c7 preto peão · d7 preto peão · e7 preto peão · f7 preto peão · g7 preto peão · h7 preto peão · f6 preto cavalo · e4 branco peão · a2 branco peão · b2 branco peão · c2 branco peão · d2 branco peão · f2 branco peão · g2 branco peão · h2 branco peão · a1 branco torre · b1 branco cavalo · c1 branco bispo · d1 branco rainha · e1 branco rei · f1 branco bispo · g1 branco cavalo · h1 branco torre | a8 preto torre · b8 preto cavalo · c8 preto bispo · d8 preto rainha · e8 preto rei · f8 preto bispo · h8 preto torre · a7 preto peão · b7 preto peão · c7 preto peão · d7 preto peão · e7 preto peão · f7 preto peão · g7 preto peão · h7 preto peão · f6 preto cavalo · e4 branco peão · a2 branco peão · b2 branco peão · c2 branco peão · d2 branco peão · f2 branco peão · g2 branco peão · h2 branco peão · a1 branco torre · b1 branco cavalo · c1 branco bispo · d1 branco rainha · e1 branco rei · f1 branco bispo · g1 branco cavalo · h1 branco torre | a8 preto torre · b8 preto cavalo · c8 preto bispo · d8 preto rainha · e8 preto rei · f8 preto bispo · h8 preto torre · a7 preto peão · b7 preto peão · c7 preto peão · d7 preto peão · e7 preto peão · f7 preto peão · g7 preto peão · h7 preto peão · f6 preto cavalo · e4 branco peão · a2 branco peão · b2 branco peão · c2 branco peão · d2 branco peão · f2 branco peão · g2 branco peão · h2 branco peão · a1 branco torre · b1 branco cavalo · c1 branco bispo · d1 branco rainha · e1 branco rei · f1 branco bispo · g1 branco cavalo · h1 branco torre | a8 preto torre · b8 preto cavalo · c8 preto bispo · d8 preto rainha · e8 preto rei · f8 preto bispo · h8 preto torre · a7 preto peão · b7 preto peão · c7 preto peão · d7 preto peão · e7 preto peão · f7 preto peão · g7 preto peão · h7 preto peão · f6 preto cavalo · e4 branco peão · a2 branco peão · b2 branco peão · c2 branco peão · d2 branco peão · f2 branco peão · g2 branco peão · h2 branco peão · a1 branco torre · b1 branco cavalo · c1 branco bispo · d1 branco rainha · e1 branco rei · f1 branco bispo · g1 branco cavalo · h1 branco torre | a8 preto torre · b8 preto cavalo · c8 preto bispo · d8 preto rainha · e8 preto rei · f8 preto bispo · h8 preto torre · a7 preto peão · b7 preto peão · c7 preto peão · d7 preto peão · e7 preto peão · f7 preto peão · g7 preto peão · h7 preto peão · f6 preto cavalo · e4 branco peão · a2 branco peão · b2 branco peão · c2 branco peão · d2 branco peão · f2 branco peão · g2 branco peão · h2 branco peão · a1 branco torre · b1 branco cavalo · c1 branco bispo · d1 branco rainha · e1 branco rei · f1 branco bispo · g1 branco cavalo · h1 branco torre | a8 preto torre · b8 preto cavalo · c8 preto bispo · d8 preto rainha · e8 preto rei · f8 preto bispo · h8 preto torre · a7 preto peão · b7 preto peão · c7 preto peão · d7 preto peão · e7 preto peão · f7 preto peão · g7 preto peão · h7 preto peão · f6 preto cavalo · e4 branco peão · a2 branco peão · b2 branco peão · c2 branco peão · d2 branco peão · f2 branco peão · g2 branco peão · h2 branco peão · a1 branco torre · b1 branco cavalo · c1 branco bispo · d1 branco rainha · e1 branco rei · f1 branco bispo · g1 branco cavalo · h1 branco torre | a8 preto torre · b8 preto cavalo · c8 preto bispo · d8 preto rainha · e8 preto rei · f8 preto bispo · h8 preto torre · a7 preto peão · b7 preto peão · c7 preto peão · d7 preto peão · e7 preto peão · f7 preto peão · g7 preto peão · h7 preto peão · f6 preto cavalo · e4 branco peão · a2 branco peão · b2 branco peão · c2 branco peão · d2 branco peão · f2 branco peão · g2 branco peão · h2 branco peão · a1 branco torre · b1 branco cavalo · c1 branco bispo · d1 branco rainha · e1 branco rei · f1 branco bispo · g1 branco cavalo · h1 branco torre | a8 preto torre · b8 preto cavalo · c8 preto bispo · d8 preto rainha · e8 preto rei · f8 preto bispo · h8 preto torre · a7 preto peão · b7 preto peão · c7 preto peão · d7 preto peão · e7 preto peão · f7 preto peão · g7 preto peão · h7 preto peão · f6 preto cavalo · e4 branco peão · a2 branco peão · b2 branco peão · c2 branco peão · d2 branco peão · f2 branco peão · g2 branco peão · h2 branco peão · a1 branco torre · b1 branco cavalo · c1 branco bispo · d1 branco rainha · e1 branco rei · f1 branco bispo · g1 branco cavalo · h1 branco torre | 2 |
| 1 | a8 preto torre · b8 preto cavalo · c8 preto bispo · d8 preto rainha · e8 preto rei · f8 preto bispo · h8 preto torre · a7 preto peão · b7 preto peão · c7 preto peão · d7 preto peão · e7 preto peão · f7 preto peão · g7 preto peão · h7 preto peão · f6 preto cavalo · e4 branco peão · a2 branco peão · b2 branco peão · c2 branco peão · d2 branco peão · f2 branco peão · g2 branco peão · h2 branco peão · a1 branco torre · b1 branco cavalo · c1 branco bispo · d1 branco rainha · e1 branco rei · f1 branco bispo · g1 branco cavalo · h1 branco torre | a8 preto torre · b8 preto cavalo · c8 preto bispo · d8 preto rainha · e8 preto rei · f8 preto bispo · h8 preto torre · a7 preto peão · b7 preto peão · c7 preto peão · d7 preto peão · e7 preto peão · f7 preto peão · g7 preto peão · h7 preto peão · f6 preto cavalo · e4 branco peão · a2 branco peão · b2 branco peão · c2 branco peão · d2 branco peão · f2 branco peão · g2 branco peão · h2 branco peão · a1 branco torre · b1 branco cavalo · c1 branco bispo · d1 branco rainha · e1 branco rei · f1 branco bispo · g1 branco cavalo · h1 branco torre | a8 preto torre · b8 preto cavalo · c8 preto bispo · d8 preto rainha · e8 preto rei · f8 preto bispo · h8 preto torre · a7 preto peão · b7 preto peão · c7 preto peão · d7 preto peão · e7 preto peão · f7 preto peão · g7 preto peão · h7 preto peão · f6 preto cavalo · e4 branco peão · a2 branco peão · b2 branco peão · c2 branco peão · d2 branco peão · f2 branco peão · g2 branco peão · h2 branco peão · a1 branco torre · b1 branco cavalo · c1 branco bispo · d1 branco rainha · e1 branco rei · f1 branco bispo · g1 branco cavalo · h1 branco torre | a8 preto torre · b8 preto cavalo · c8 preto bispo · d8 preto rainha · e8 preto rei · f8 preto bispo · h8 preto torre · a7 preto peão · b7 preto peão · c7 preto peão · d7 preto peão · e7 preto peão · f7 preto peão · g7 preto peão · h7 preto peão · f6 preto cavalo · e4 branco peão · a2 branco peão · b2 branco peão · c2 branco peão · d2 branco peão · f2 branco peão · g2 branco peão · h2 branco peão · a1 branco torre · b1 branco cavalo · c1 branco bispo · d1 branco rainha · e1 branco rei · f1 branco bispo · g1 branco cavalo · h1 branco torre | a8 preto torre · b8 preto cavalo · c8 preto bispo · d8 preto rainha · e8 preto rei · f8 preto bispo · h8 preto torre · a7 preto peão · b7 preto peão · c7 preto peão · d7 preto peão · e7 preto peão · f7 preto peão · g7 preto peão · h7 preto peão · f6 preto cavalo · e4 branco peão · a2 branco peão · b2 branco peão · c2 branco peão · d2 branco peão · f2 branco peão · g2 branco peão · h2 branco peão · a1 branco torre · b1 branco cavalo · c1 branco bispo · d1 branco rainha · e1 branco rei · f1 branco bispo · g1 branco cavalo · h1 branco torre | a8 preto torre · b8 preto cavalo · c8 preto bispo · d8 preto rainha · e8 preto rei · f8 preto bispo · h8 preto torre · a7 preto peão · b7 preto peão · c7 preto peão · d7 preto peão · e7 preto peão · f7 preto peão · g7 preto peão · h7 preto peão · f6 preto cavalo · e4 branco peão · a2 branco peão · b2 branco peão · c2 branco peão · d2 branco peão · f2 branco peão · g2 branco peão · h2 branco peão · a1 branco torre · b1 branco cavalo · c1 branco bispo · d1 branco rainha · e1 branco rei · f1 branco bispo · g1 branco cavalo · h1 branco torre | a8 preto torre · b8 preto cavalo · c8 preto bispo · d8 preto rainha · e8 preto rei · f8 preto bispo · h8 preto torre · a7 preto peão · b7 preto peão · c7 preto peão · d7 preto peão · e7 preto peão · f7 preto peão · g7 preto peão · h7 preto peão · f6 preto cavalo · e4 branco peão · a2 branco peão · b2 branco peão · c2 branco peão · d2 branco peão · f2 branco peão · g2 branco peão · h2 branco peão · a1 branco torre · b1 branco cavalo · c1 branco bispo · d1 branco rainha · e1 branco rei · f1 branco bispo · g1 branco cavalo · h1 branco torre | a8 preto torre · b8 preto cavalo · c8 preto bispo · d8 preto rainha · e8 preto rei · f8 preto bispo · h8 preto torre · a7 preto peão · b7 preto peão · c7 preto peão · d7 preto peão · e7 preto peão · f7 preto peão · g7 preto peão · h7 preto peão · f6 preto cavalo · e4 branco peão · a2 branco peão · b2 branco peão · c2 branco peão · d2 branco peão · f2 branco peão · g2 branco peão · h2 branco peão · a1 branco torre · b1 branco cavalo · c1 branco bispo · d1 branco rainha · e1 branco rei · f1 branco bispo · g1 branco cavalo · h1 branco torre | 1 |
|   | a | b | c | d | e | f | g | h |   |

A Defesa Alekhine é uma defesa de xadrez caracterizada pelos lances
- 1.e4 Cf6;

A defesa Alekhine é uma dentre as possíveis respostas ao lance inicial 1.e4 das brancas. Ela se constitui dos lances 1.e4 Cf6.
Quando Alexander Alekhine desenvolveu esta defesa, fundamentou-a na Escola Hipermoderna de Xadrez, na qual ele era um importante contribuinte, juntamente com Aaron Nimzowitsch, Efim Bogoljubow e Richard Réti. O princípio teórico fundamental do hipermodernismo era o controle do centro a distância, por meio de peças, ao contrário do que pregava Tarrasch, representante da Escola Clássica; segundo ele devia-se ocupar as casas centrais por peões.
A ideia estratégica por trás dos lance 1...Cf6 é levar as brancas a avançarem seus peões centrais, o que faria com que eles se debilitassem e se transformassem em alvos exploráveis pelas pretas.
Mas a estratégia não fundamenta de todo a defesa Alekhine, já que ela se caracteriza por levar a um embate tático entre os jogadores, em que o reconhecimento de linhas é mais importante que a análise estratégica da posição, que, aliás, não chega a ser nem um pouco clara. Qualquer erro ou mera imprecisão pode significar a derrota súbita de um dos bandos.
As linhas agudas da defesa Alekhine atraem os jogadores que gostam de um jogo dinâmico, em que ataques e contra-ataques seguem-se continuamente, e que têm grande capacidade de cálculo.
Hoje em dia, sua presença no xadrez de elite já não é tão grande como há alguns anos. Ele foi muito utilizada por Bobby Fischer e Garry Kasparov. Mas nunca deixa de ser um opção muito apreciada pelos enxadristas amadores. 
- 2.e5 Cd5;
- 3.d4 d6;
- 4.c4 Cb6;
- 5.exd6 cxd6;
- 6.Cc3 g6;
- 7.Be3 Bg7;
- 8.c5 dxc5;
- 9.dxc5 Cbd7;
- 10.c4 e as brancas têm a iniciativa.